# Stuart Richardson
Stuart Richardson (ur. 15 sierpnia 1973, w Llwynapia Hospital, Tonypandy, Walia) - basista w walijskim zespole rockowym Lostprophets. 
Zastąpił Mike'a Lewisa, zanim ten z badu przerzucił się na gitarę. Stuart dołączył do Lostprophets w 1999 roku, dopiero kiedy nagrywali swoje drugie demo. Richardson wziął ślub, przed nagraniem przez zespół trzeciej płyty - Liberation Transmission. Był pierwszym z członków grupy, który przeprowadził się do USA, następnie reszta członków zespołu zrobiła to samo.